# Nicolò Sagredo
Nicolò Sagredo (Venezia, 18 dicembre 1606 – Venezia, 14 agosto 1676) fu il 105º doge della Repubblica di Venezia dal 6 febbraio 1675 fino alla sua morte.
Se dal punto di vista internazionale, dopo la pace coi turchi del 1669, non accadde nulla, dal punto di vista interno la vita procedette tranquilla, tra feste e fasti.

## Vita
Figlio di Zaccaria e Paola Foscari, la vita politica del Sagredo non fu mai notevole e venne inizialmente bloccata per colpa del padre che, colpevole di viltà dinanzi al nemico (Valeggio nel 1630), impedì ai figli e ai parenti di far carriera.
La vergogna gli impedì di raggiungere i vertici però, durante la guerra di Candia, la morte di alcuni parenti in modo eroico ed i floridi guadagni famigliari gli permisero di ambire ad ambasciate e, col tempo, diventare procuratore.

I cronisti lo mostrano come uomo mediocre, non un vero politico ma con alcune qualità.

## Dogato

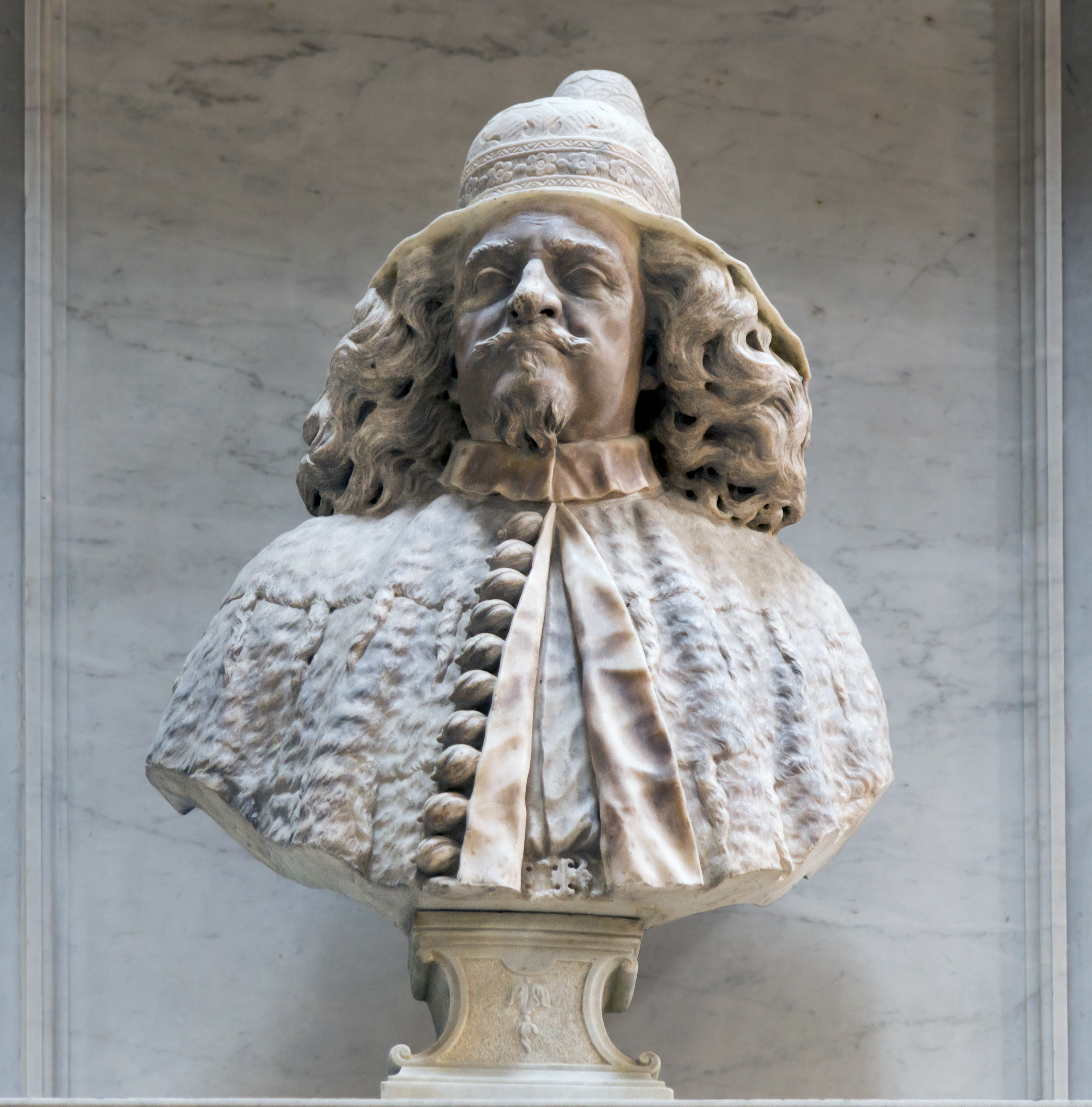
Chiesa di San Francesco della Vigna: Nicolò Sagredo

Alla morte del vecchio Domenico II Contarini riuscì facilmente a farsi eleggere grazie alle sue amicizie influenti ed al fatto che, come si richiedeva all'epoca, non era una grande personalità.
La gioia per l'ambita carica si palesò con numerosi regali al popolo e con feste sfarzosissime che durarono ininterrottamente per tre settimane.
La festa dello sposalizio del mare del 1675 rimase famosa per lungo tempo per fasto e magnificenza.
A causa di tutto questo sperpero di denaro in feste e lussuosi banchetti il Sagredo non fece altro che aggravare ulteriormente il bilancio dello Stato, che era in rosso dopo la guerra di Candia.
Morì il 14 agosto 1676 dopo tre giorni di coma, e fu sepolto nella chiesa di San Francesco della Vigna.